# Aeroportul Shahroud
Aeroportul Shahroud (IATA: RUD, ICAO: OIMJ) este un aeroport din Emamshahr, Central District⁠(d), Shahrud County⁠(d), Semnan Province⁠(d), Iran ce deservește zona Emamshahr.
Situat la o altitudine de 1.279 m, aeroportul dispune de o singură pistă.